# Linnesjön (Tofteryds socken, Småland)
Linnesjön är en sjö i Vaggeryds kommun i Småland och ingår i Lagans huvudavrinningsområde. Sjön är 13,5 meter djup, har en yta på 2,8 kvadratkilometer och befinner sig 175 meter över havet. Sjön avvattnas av vattendraget Lillån. Vid provfiske har bland annat abborre, gädda, mört och sik fångats i sjön.

## Delavrinningsområde
Linnesjön ingår i det delavrinningsområde (636403-140116) som SMHI kallar för Utloppet av Linnesjön. Medelhöjden är 211 meter över havet och ytan är 41,35 kvadratkilometer. Det finns inga delavrinningsområden uppströms utan avrinningsområdet är högsta punkten. Lillån som avvattnar avrinningsområdet har biflödesordning 3, vilket innebär att vattnet flödar genom totalt 3 vattendrag innan det når havet efter 192 kilometer. Delavrinningsområdet består mestadels av skog (59 procent), öppen mark (12 procent) och jordbruk (20 procent). Avrinningsområdet har 2,84 kvadratkilometer vattenytor vilket ger det en sjöprocent på 6,9 procent.

## Fisk
Vid provfiske har följande fisk fångats i sjön:
- Abborre
- Gädda
- Mört
- Sik
- Siklöja
- Sutare